# 博愛会病院 (岐阜県)
博愛会病院（はくあいかいびょういん）は、岐阜県不破郡垂井町にある特定医療法人 博愛会が運営する医療機関。1951年に20床で開設された「社団医療法人博愛会 博愛会病院」を前身とする民間の病院である。

## 概要
博愛会病院は診療科17科・病床281床（一般病棟143床、回復リハビリテーション期病棟及び療養病棟138床）を有す垂井町を代表する病院である。日本医療機能評価機構認定病院。救急指定病院として岐阜県知事により告示されている。また関連施設として垂井町東神田に「はくあい内科クリニック」を開設している。
垂井町では最大規模の病院であり、大垣市西部を含め地域医療の拠点となっている医療機関である。東海地方で初めての療養型病床群の設置や回復期リハビリテーション病棟の新設など、特にリハビリテーションや慢性期医療に力を入れており、西濃地域におけるリハビリ支援サブセンターの機関指定もされている。また「博愛会」の関連施設として垂井町内に介護老人保健施設や訪問看護ステーションなどを多数展開しており、医療・福祉・保健分野における垂井町の中核拠点となっている。診療面においては循環器科や消化器科など地域ニーズの多い診療科に重点をおいている。
設備面においてはMRIやマンモグラフィなどの高度医療機器を備えている。施設面においては阪神・淡路大震災を契機に行われた耐震診断により脆弱性が指摘されたため、2007年5月にユニチカ社宅跡であった現在地に新築開院した。また透析センターや健診センターなどの施設が設置されているほか、病後児童を専門とする病後児保育所つくしを併設している。そのほか電子カルテやオーダリングシステムなどのIT化も進んでいる。
そのほかの特徴として診療・介護などの分野においてISO9001及びISO14001の認証を取得している。

## 組織概要
- 医局
  - 診療各科
- 看護部
- 薬剤科
- 放射線技術科
- 臨床検査科
- 栄養科
- リハビリ科
- 臨床工学科
- 医療福祉相談室

## 診療科
- 一般内科
- 循環器科
- 消化器科
- 神経内科
- 腎臓内科
- 外科
- 脳神経外科
- 整形外科
- 小児科
- 眼科
- 耳鼻咽喉科
- 泌尿器科
- 皮膚科
- 歯科口腔外科
- 放射線科
- 麻酔科
- リハビリテーション科

## 専門外来
- ものわすれ外来（内科）
- 乳腺外科外来（外科）
- 血管外来（外科） ほか

## 沿革

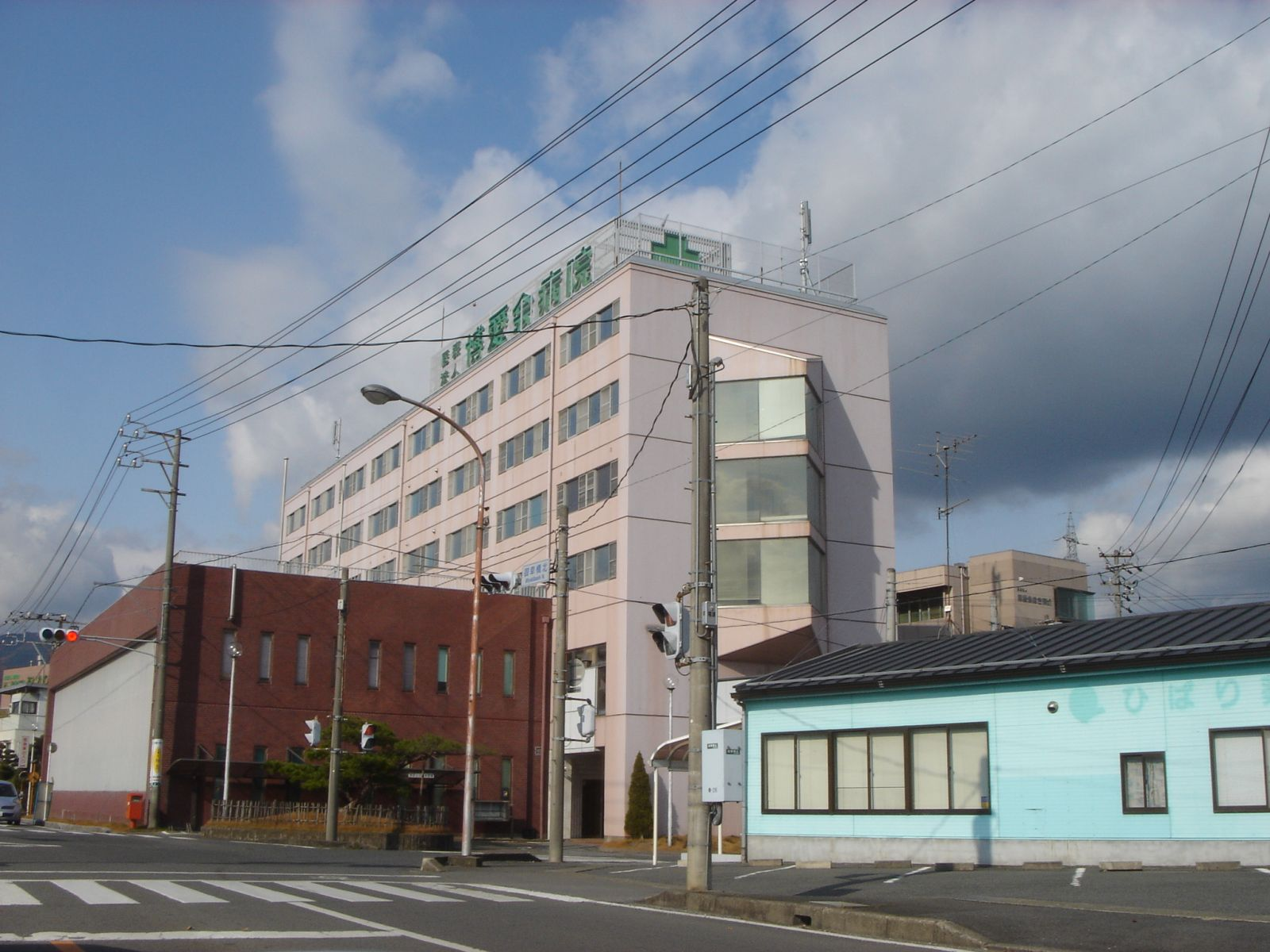
移転前（垂井町府中）の病院（2007年撮影）

- 1951年（昭和26年） 博愛会病院が開設される。
- 1977年（昭和52年） 垂井町府中1928番地3に移転する。
- 1994年（平成6年） 東海地方で初めて療養病床を設置する。
- 2007年（平成19年） 現在地に新築・移転する。

## 所在地
- 岐阜県不破郡垂井町2210番地42

## 交通機関
- JR東海道本線垂井駅下車、徒歩15分
- 垂井町巡回バス（全路線）「博愛会病院」下車

## はくあい内科クリニック
垂井駅から徒歩1分に立地している。2002年に開院しヘリカルCTやエコーなどの医療機器を備え、肝炎を中心に幅広い内科症例を扱っている。
- 診療科 - 内科
- 所在地 - 岐阜県不破郡垂井町東神田2丁目23番地1
- アクセス - JR東海道本線垂井駅下車、南口から徒歩1分